# Franklin Delano Roosevelt jr.
Franklin Delano Roosevelt jr. (Campobello Island (Canada), 17 augustus 1914 - Poughkeepsie, 17 augustus 1988) was een Amerikaans advocaat, politicus en zakenman.

## Levensloop
Als vijfde kind van Franklin Delano Roosevelt, de president van de Verenigde Staten van 1933 tot en met 1945, en Eleanor Roosevelt stamt hij uit de invloedrijke families Roosevelt en Delano die beide hun wortels in Nederland hebben. Zijn oudere broer met dezelfde naam overleed zeven maanden na diens geboorte. Franklin werd geboren op het vakantieadres van zijn ouders op Campobello Island in New Brunswick in Canada.
In 1937 slaagde Roosevelt aan de Harvard-universiteit en in 1940 aan de Law School van de Universiteit van Virginia in Charlottesville. Tijdens de herverkiezingen van zijn vader in 1940 coördineerde hij de jongerenactiviteiten van de Democratische Partij.
Op 13 maart 1941 werd hij nog voor de deelname van de VS aan de Tweede Wereldoorlog als reservist opgeroepen voor de Amerikaanse marine en had hij tot januari 1946 dienst in Noord-Afrika, Europa en op de Grote Oceaan. Voor zijn verdienste werd hij onderscheiden met een Purple Heart en een Silver Star.
Na de oorlog nam hij zijn praktijk als advocaat weer op; sinds 1942 was hij opgenomen in de bar. Verder bekleedde hij geregeld politieke functies, zoal het vicevoorzitterschap in 1947 en 1948 van het comité voor burgerrechten van president Truman.
Na het overlijden van Sol Bloom werd hij voor de periode van 17 mei 1949 tot 3 januari 1951 gekozen tot lid van het Huis van Afgevaardigden voor de Liberal Party of New York. Tot 3 januari 1955 diende hij nog een termijn, ditmaal voor de Democratische Partij.
Als politicus was hij een voorstander van de voortzetting van veel beleid dat door zijn ouders in gang gezet was. Hij was een voorstander van federale steun voor overheidswoningen, een billijke werkgelegenheid en burgerrechten.
In 1952 en 1956 was hij gedelegeerde voor de Democratische Nationale Conventie. In 1954 stelde hij zich niet herkiesbaar. Wel deed hij dat jaar twee maal tevergeefs een gooi naar andere posten. Het gouverneurschap van New York ging echter naar William Averell Harriman en de post van procureur-generaal voor New York kwam in handen van Jacob Javits.

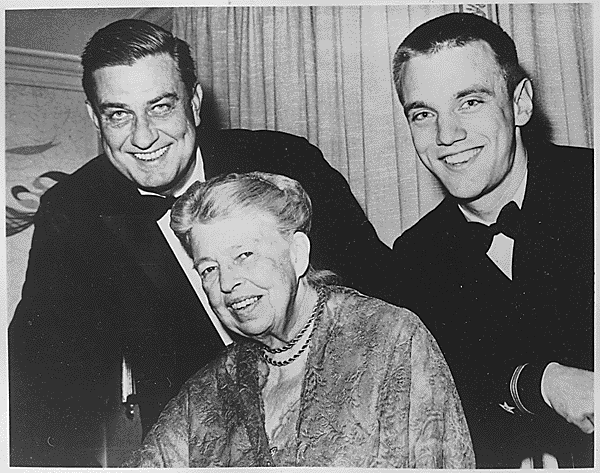
Franklin Delano Roosevelt jr. met zijn moeder Eleanor en zijn zoon Frank in 1962

Tegen de zin van zijn moeder Eleanor in, ondersteunde hij de presidentiële campagne van John F. Kennedy. Kennedy beloonde hem in 1963 met een benoeming tot voorzitter van de Appalachian Regional Commission en in hetzelfde jaar werd hij ook Kennedy's onderminister voor handel.
Deze functie behield hij totdat president Johnson hem in 1965 benoemde tot voorzitter van de Equal Employment Opportunity Commission. Deze functie hield hij aan tot 1966. In dat jaar deed hij nog een laatste vergeefse poging voor het gouverneurschap van New York.
Door zijn verliezen op het politieke veld richtte Roosevelt zich steeds meer op het zakenleven. Hij bleef doorgaan met de import van auto's, een weg die hij sinds 1958 was ingeslagen. Verder werkte hij in de bankensector. Na de dood van zijn moeder in 1962 werd hij daarnaast benoemd tot voorzitter van het Franklin and Eleanor Roosevelt Institute.
Roosevelt overleed op zijn verjaardag, op 74-jarige leeftijd.